# Non-Summit
Non-Summit är en sydkoreansk talkshow.